# Guds moders avsomnandes serbisk-ortodoxa kyrka, Stajićevo
Guds moders avsomnandes serbisk-ortodoxa kyrka är en serbisk-ortodox kyrkobyggnad belägen i byn Stajićevo i staden Zrenjanin, i provinsen Vojvodina i norra Serbien.
Kyrkan är helgad åt högtiden Guds moders avsomnande, som är Östortodoxa kyrkans benämning på Jungfru Marie himmelsfärd. Den tillhör Banats stift.

## Historik
Guds moders avsomnandes serbisk-ortodoxa kyrka i Stajićevo ritades av arkitekt Đorđe Tabaković. Den byggdes år 1934.

## Inventarier
- Ikonostasen tillverkades 1772 av Dimitrije Popović.[1]

- Några av ikonerna är från 1700- och 1800-talet.[1]

## Bilder

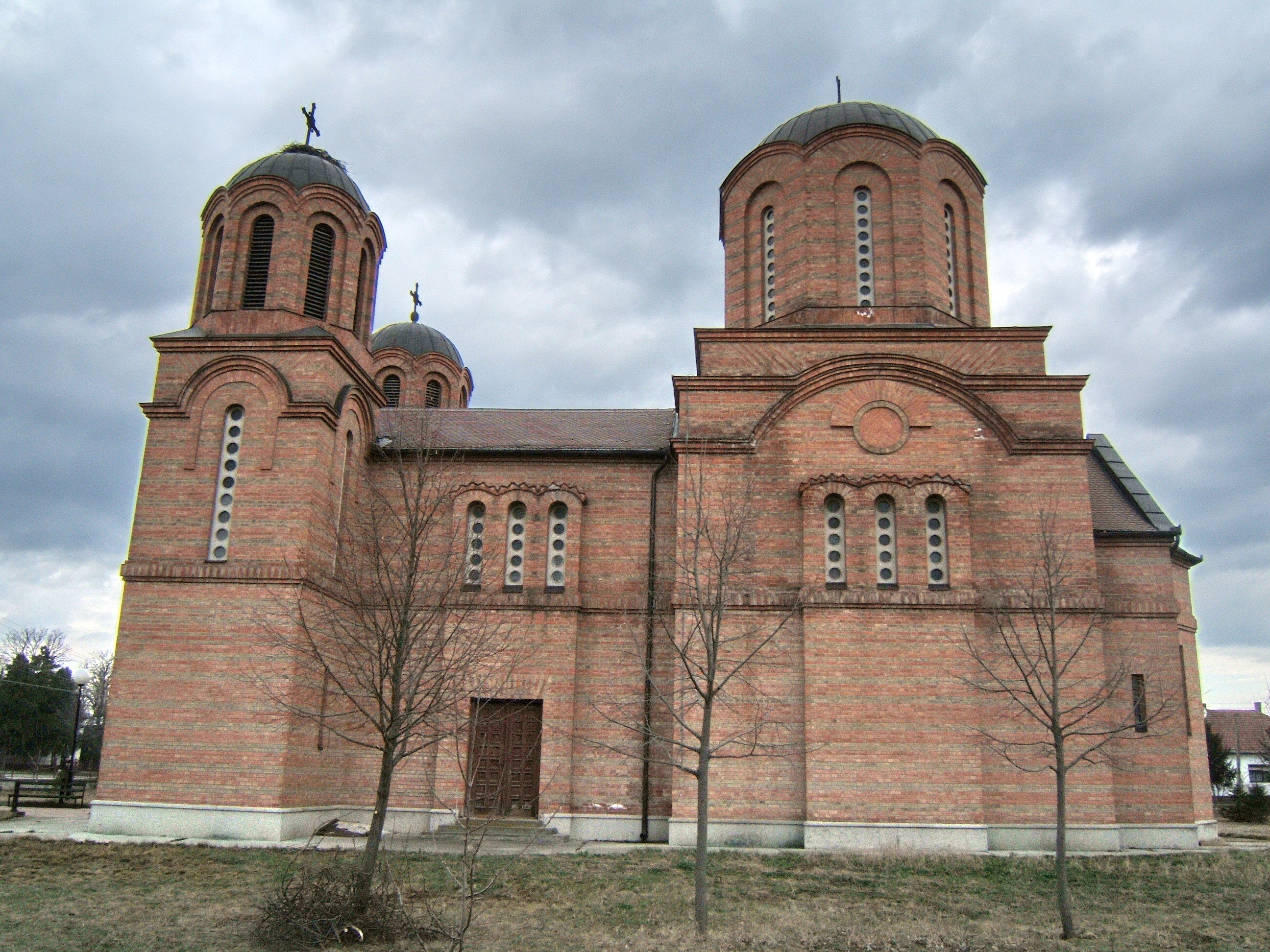
Kyrkan från sidan.
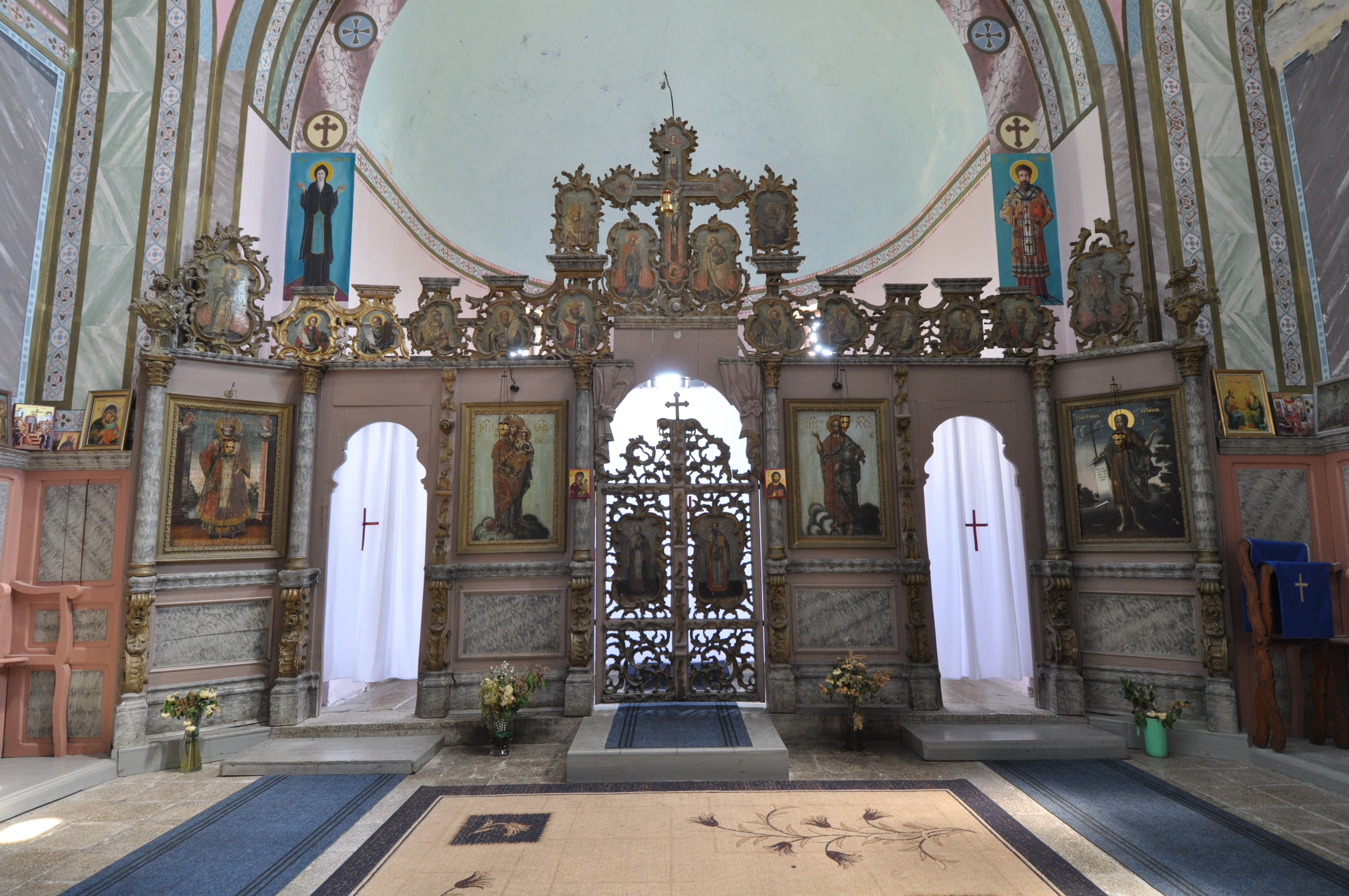
Ikonostasen.
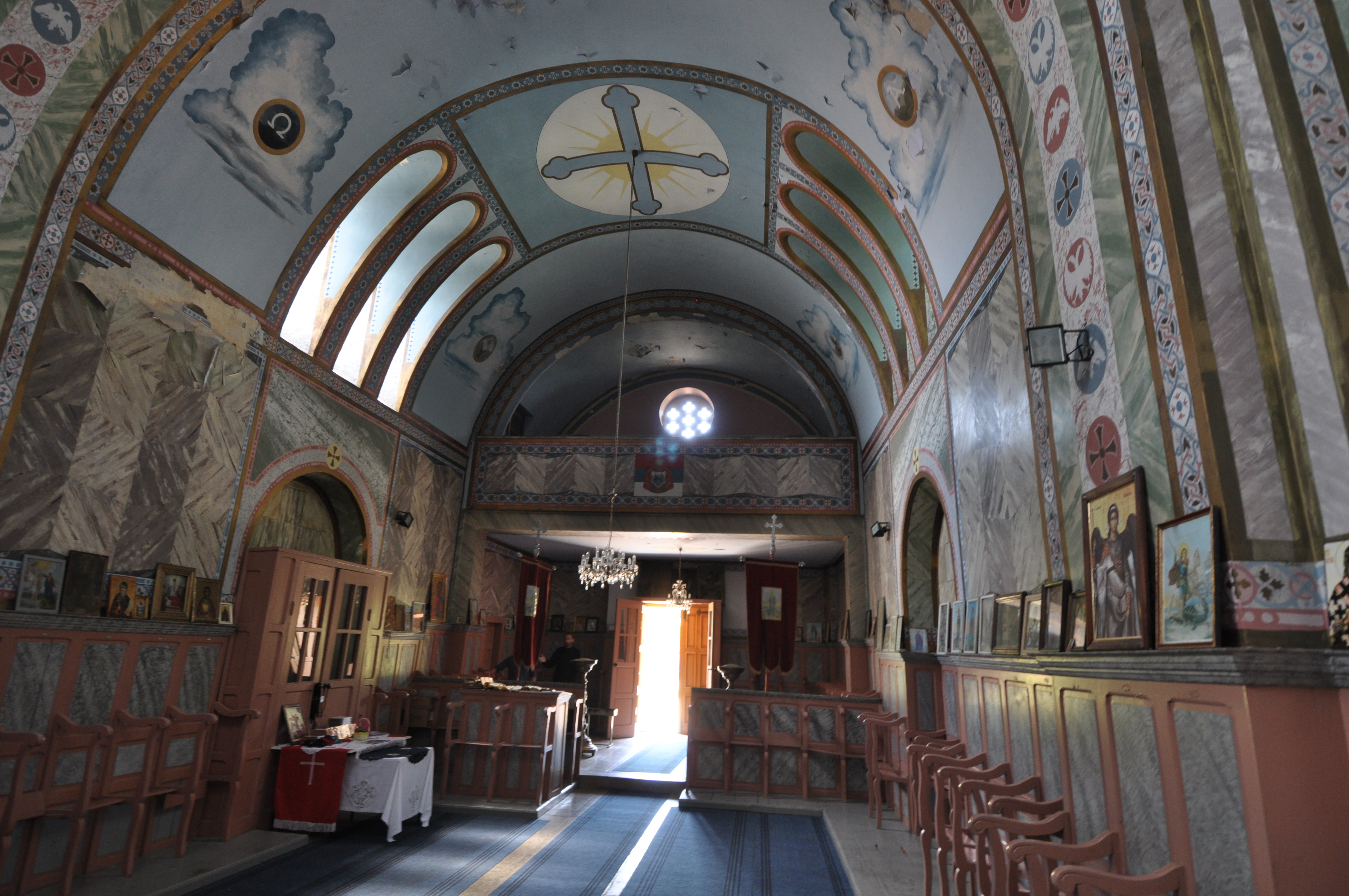
Kyrkans interiör mot utgången.